# Kalbsvelouté
Kalbsvelouté ist eine Velouté aus Kalbsfond und gehört zu den weißen Grundsaucen.
Sie ist die Basis zahlreicher Saucen für Gerichte aus Kalb und Gemüse. Hierfür wird Mehl in Butter angeschwitzt, mit Kalbsfond aufgegossen und langsam gekocht (mindestens 15 Minuten, um den Mehlgeschmack zu verlieren).